# Накло над Нотечьон
На̀кло над Нотѐчьон (на полски: Nakło nad Notecią; на немски: Nakel) е град в северната част на Централна Полша, Куявско-Поморско войводство. Административен център е на Накловски окръг, както и на градско-селската Накловска община. Заема площ от 10,62 км2. Населението на града към края на 2017 г. е 18 531 жители.

## География
Градът се намира в историческата област Крайна (Западна Померания). Разположен е край десния бряг на река Нотеч, западно от Бидгошч.

## Спорт
Градът е дом на футболния клуб К.С. Чарни (Накло).